# Glynis Johns
Glynis Margaret Payne Johns (Pretoria, Dél-afrikai Unió, 1923. október 5. – West Hollywood, Los Angeles, Amerikai Egyesült Államok, 2024. január 4.) Tony-díjas brit színésznő.

## Pályafutása
1923-ban született Pretoriában, ahol szülei éppen turnéztak. Apja Mervyn Johns walesi színész, édesanyja Alyce Steele-Wareham zongorista.
1938-ban, 15 évesen kapta első filmes szerepét. A The Sundowners című 1960-as alkotásban nyújtott alakításáért Oscar-díjra jelölték. A Mary Poppins című 1964-es filmben Mrs. Winifred Banks szerepében volt látható.
Musicalekben is szerepelt, az 1973-as Kis éji zene című darabban nyújtott alakításáért Tony-díjat és Drama Desk-díjat kapott.
Glynis Johns 2024. január 4-én halt meg Los Angelesben, százéves korában.

## Filmográfia
- 1938: South Riding
- 1938: Murder in the Family
- 1938: Prison Without Bars
- 1939: On the Night of the Fire
- 1940: Under Your Hat
- 1940: The Briggs Family
- 1940: A bagdadi tolvaj (The Thief of Bagdad)
- 1940: A miniszterelnök (Prime Minister)
- 1941: A negyvenkilences szélességi fok (49th Parallel)
- 1943: Tartu kalandjai (The Adventures of Tartu)
- 1944: Fogadó a keresztútnál (The Halfway House)
- 1945: Tökéletes idegenek (Perfect Strangers)
- 1946: This Man Is Mine
- 1947: Fizess a múltadért! (Frieda)
- 1947: An Ideal Husband
- 1948: Miranda
- 1949: Third Time Lucky
- 1949: Helter Skelter
- 1949: Dear Mr. Prohack
- 1950: Államtitok (State Secret)
- 1950: The Blue Lamp
- 1951: Flesh and Blood
- 1951: Göröngyös légi utak (No Highway in the Sky)
- 1951: Varázsdoboz (The Magic Box)
- 1951: Appointment with Venus
- 1951: Encore
- 1952: The Card
- 1953: Kard és rózsa (The Sword and the Rose)
- 1953: Personal Affair
- 1953: Rob Roy, the Highland Rogue
- 1954: Weak and the Wicked
- 1954: The Seekers
- 1954: The Beachcomber
- 1954: Mad About Men
- 1955: Josephine and Men
- 1955: Udvari bolond (The Court Jester)
- 1956: Loser Takes All
- 1956: 80 nap alatt a Föld körül (Around the World in 80 Days)
- 1957: All Mine to Give
- 1958: Máshol, máskor (Another Time, Another Place)
- 1959: Szövetség az ördöggel (Shake Hands with the Devil)
- 1960: Last of the Few
- 1960: The Spider’s Web
- 1960: Csavargók (The Sundowners)
- 1962: The Cabinet of Caligari
- 1962: Saints and Sinners, tévésorozat
- 1962: The Chapman Report
- 1963: Papa’s Delicate Condition]]
- 1963: Glynis, tévésorozat
- 1964: Mary Poppins
- 1965: Kedves brigitte (Dear Brigitte)
- 1968: Don’t Just Stand There!
- 1969: Lock Up Your Daughters!
- 1971: A mi erdőnk alján (Under Milk Wood)
- 1973: Mesék a kriptából II. (The Vault of Horror)
- 1977: Three Dangerous Ladies
- 1985: Gyilkos sorok (Murder She Said); tévésorozat, Sing a Song of Murder c. rész
- 1987: Nukie
- 1988: Felnőttmesék (Zelly and Me)
- 1994: Egy híján túsz (The Ref)
- 1995: Aludj csak, én álmodom (While You Were Sleeping)
- 1999: Szupersztár (Superstar)